# Trachydium tianshanicum
Trachydium tianshanicum là một loài thực vật có hoa trong họ Hoa tán. Loài này được Korovin miêu tả khoa học đầu tiên năm 1924.